# Bulbophyllum lonchophyllum
Bulbophyllum lonchophyllum là một loài phong lan thuộc chi Bulbophyllum.